# Upolu
Upolu là một hòn đảo ở Samoa, được hình thành bởi một núi lửa hình khiên lớn từ đáy biển phía tây Thái Bình Dương. Hòn đảo này có chiều dài 75 km (47 dặm) và có diện tích 1.125 km2 (434 dặm vuông), khiến nó trở thành hòn đảo lớn thứ hai của Quần đảo Samoa theo diện tích. Với 140.000 cư dân, đây là hòn đảo đông dân nhất của Quần đảo Samoa. Upolu nằm ở phía  đông nam đảo Savai'i, "hòn đảo lớn". Apia, thủ đô của Samoa, nằm ở bờ biển phía bắc, và Sân bay Quốc tế Faleolo ở phía tây hòn đảo. Hònddaor này hiện chưa ghi nhận bất kì vụ phun trào núi lửa nào trong lịch sử, mặc dù có sự xuất hiện của 3 luồn dung nham có niên đại chỉ từ vài trăm đến vài nghìn năm trước.
Trong nhánh Samoa của thần thoại Polynesia, Upolu là người phụ nữ đầu tiên ở trên đảo.
 James Michener đã xây dựng nhân vật Bloody Mary của mình trong Tales of the South Pacific (sau này là một nhân vật chính trong vở kịch của Rodgers và Hammerstein,  South Pacific dựa trên chủ sở hữu của Khách sạn Aggie Grey ở phía nam của hòn đảo. Bà vẫn quản lý khách sạn vào năm 1960. Một chi nhánh khác sau đó đã được mở tại Apia, nhìn ra bến cảng.